# Spoorlijn Skive - Glyngøre
De spoorlijn Skive - Glyngøre was een lokale spoorlijn tussen Skive en Glyngøre van het schiereiland Jutland in Denemarken.

## Geschiedenis
De spoorlijn werd geopend op 14 mei 1884 door de Danske Statsbaner. In Glyngøre was er van 1889 tot 1977 een spoorveer naar Nykøbing Mors. Tegelijk met de verplaatsing van het hoofdstation in Skive is de lijn in 1962 verlegd naar de westkant van Skive, samen met de lijn Skive - Spøttrup. In 1979 is de lijn gesloten.

## Huidige toestand
Thans is de volledige lijn opgebroken.